# Алексеевский, Николай Евгеньевич
Никола́й Евге́ньевич Алексе́евский (10 (23) мая 1912 год, Петропавловск — 23 сентября 1993) — советский физик-экспериментатор, член-корреспондент Академии наук СССР (1960).

## Биография
Родился в Петропавловске.
Окончил Ленинградский политехнический институт (1936). В 1936—1941 годах работал в Харьковском физико-техническом институте.
С 1942 года работал в Институте физических проблем АН СССР (старший научный сотрудник, заведующий лабораторией). Заведовал также кафедрой общей физики Физтеха (в 1964 на этом посту его сменил С. П. Капица). 
Похоронен на Троекуровском кладбище.

## Научная деятельность
Работы посвящены физике низких температур. В 1936—1938 годах совместно с Л. В. Шубниковым и В. И. Хоткевичем изучал разрушение сверхпроводимости металлов и сплавов при одновременном воздействии протекающего тока и внешнего магнитного поля, обнаружил особенности этого разрушения, дал (в 1936 году) первое экспериментальное доказательство гипотезы Сильби о природе разрушения сверхпроводимости током. Провёл исследования сверхпроводящих свойств чистых металлов и металлических сплавов. Изучая кинетику сверхпроводящих переходов, установил, что разрушение сверхпроводников током связано с возникновением промежуточного состояния и переход в это состояние происходит неравновесным образом. Исследовал влияние гидростатического давления и упругих одноосных деформаций на сверхпроводящие свойства металлов и сплавов. Осуществил цикл работ по изучению гальваномагнитных свойств чистых металлов в сильных магнитных полях при низких температурах (Государственная премия СССР, 1967). Обнаружил сверхпроводимость у ряда сплавов из несверхпроводящих компонент и исследовал их свойства (премия имени Н. Д. Папалекси, 1951). Исследовал свойства многокомпонентных сплавов и соединений как в нормальном, так и в сверхпроводящем состоянии.

## Работы
- Н. Алексеевский. Новые сверхпроводники. — УФН, Т.95, № 6, 1968.
- Н. Алексеевский, Д. И. Хомский. Сверхпроводники с тяжёлыми фермионами. — Успехи физических наук, Т.147, № 12, 1985.

## Награды
- Премия имени Н. Д. Папалекси (1951).
- Государственная премия СССР (1967).